# Pickesjön
Pickesjön är en sjö i Borås kommun i Västergötland och ingår i Viskans huvudavrinningsområde. Sjön är 14,4 meter djup, har en yta på 0,292 kvadratkilometer och befinner sig 175,2 meter över havet.

## Delavrinningsområde
Pickesjön ingår i det delavrinningsområde (639954-132691) som SMHI kallar för Vid Q i Län punkt. Medelhöjden är 152 meter över havet och ytan är 20,56 kvadratkilometer. Räknas de 17 avrinningsområdena uppströms in blir den ackumulerade arean 529,41 kvadratkilometer. Avrinningsområdets utflöde Viskan mynnar i havet. Avrinningsområdet består mestadels av skog (70 %). Avrinningsområdet har 2,03 kvadratkilometer vattenytor vilket ger det en sjöprocent på 19 %. Bebyggelsen i området täcker en yta av 0,46 kvadratkilometer eller 4 % av avrinningsområdet.